# Молдавски покрет отпора током Другог светског рата
Молдавски покрет отпора током Другог светског рата супроставио се Румунији и Немачкој, као део већег Совјетског партизанског покрета. Молдавска Совјетска Социјалистичка Република (МССР), данашња Молдавија, створена је у августу 1940. године након совјетске анексије, а поново је враћена од стране Румуније током операције Барбароса. Молдавски отпор прошао је преко нове административне границе: током периода од 1941. до 1944. Бесарабија је поново била уврштена у састав Румуније као полуаутономна губернија, док су подручја преко Дњестра била под управом одвојене губерније Придњестровље. Убрзо након немачко-румунске инвазије у јуну – јулу 1941. године, Комунистичка партија Молдавије (КПМ) наредила је стварање партизанске мреже. Наредба је била у великој мери неефикасна у стварању организованог покрета због брзог распада совјетских територијалних структура у Бесарабији. Неки рани организатори одлучили су да напусте своје положаје, а совјетске покушаје да се инфилтрирају искусни партизани преко линије фронта често је осујећивала специјална обавештајна служба. Ипак, партизанске формације су извршавале велике нападе на румунску инфраструктуру, на Бендер и околину. Док су румунски документи идентификовали категорије локалног становништва под утицајем комунистичких идеја као пасивну компоненту отпора, различити модерни историчари указују на укупну непопуларност комунизма у Бесарабији због чега је покрет био маргинализован.
Никита Салогор, млађи секретар КПМ-а, добио је задатак да успостави партизански огранак у Бесарабији и Придњестровљу из свог седишта у Лењинску. Повезана са КПМ-ом и Централним штабом партизанског покрета, нова герилска снага била је мултинационална, а Румуни или Молдавци углавном су били недовољно заступљени, док су неке партизанске групе увек биле активне против румунске војске у Бесарабији, а до 1944. већина јединица Централног штаба које су успоставили у Молдавији бориле су се против Вермахта и Украјинске устаничке армије у Рајхскомесаријату Украјини. Међу њиховим командантима били су Василиј Андрејев, Иван Алешин, Николај Михаилович Фролов и Герасим Руди.
Од 1943. године, са преокретом стања на Источном фронту, повећала се партизанска активност, као и репресија румунских и немачких снага. Две румунске контраобавештајне јединице, центри Б и Х, премештене су у Бесарабију да им помогну у напорима. Северна Бесарабија је пала под Совјетима током Дњепарско-карпатске офанзиве почетком 1944. године, која је излагала југ даљем продирању СМЕРШ-а, а молдавске партизанске јединице помагале су Црвеној армији. Након совјетског напредовања у Румунији, Молдавска ССР је у потпуности успостављена и СМЕРШ је могао започети лов на оне Молдавце који су учествовали у противпартизанским напорима. Њихов прогон је такође био изазван масакрима над заробљеним партизанима од стране војски Осовине које су се повлачиле, у логорима постављеним у Тираспољу и Рибници.
Совјетска историографија и пропагандно писање признали су молдавски антинацистички отпор, који је описан у новели ,,Млада Гарда“ Александра Фадејева. Разни антисовјетски и постсовјетски аутори у неким случајевима су описивали партизане као терористе. Постоје неке трајне контроверзе око улоге мањина, посебно оних бесарабијских Јевреја који су били на мети холокауста, а чији је допринос генерално био умањен у совјетским изворима. Супротно томе, румунски писац Константин Виргил Георгију увео је полемичке тврдње према којима су све партизанске групе већином чинили Јевреји.

## Активности

### Почеци
Почетком 1941. румунски кондуктор Јон Антонеску започео је потпуну припрему за сукоб са Совјетима због враћања Бесарабије и северне Буковине. У мају, након што је обавештен о операцији Барбароса, Антонеску је изразио своју „апсолутну веру“ у нацистичку Немачку, сматрајући планирану анексију Бесарабије као чин одмазде и компоненту „светог рата“ против комунизма. Антонескуова припрема обухватала је извештаје различитих обавештајних агенција о томе како би Црвена армија могла да организује одбрану. Четврта румунска армија, смештена у Бакауу, посматрала је совјетске војнике који су били стационирани у Молдавском ССР-у и извештавала је са поверењем да су регрути били необучени и увек на ивици предаје. Специјална обавештајна служба (ССИ) вратила је песимистичнију пресуду, која је подразумевала помињање совјетске тенденције ширења рата на непријатељску територију. ССИ агенти су упозорили да би Совјети такође могли да убиру благодати мирнодопске пропаганде, „привукавши [радничку и сељачку масу из непријатељске војске, као и [цивилно] становништво, на страну револуције."
Дана 30. јуна 1941. године, осам дана након почетка инвазије сила Осовине, Централни комитет КПМ издао је писмо локалним партијским комитетима са упутствима за стварање подземних организација и партизанског покрета иза непријатељских линија. Препоручено је да се особље за подземни рад бира између предратних чланова тајне бесарабијске комунистичке организације, а да партизанске групе укључују људе који добро познају језик и локалне услове. У писму се саветује да се предузму крајње мере предострожности ради очувања завере, посебно у бесарабијским регионима, и да партизанске групе и партизански одреди у почетку треба да обухватају само до 10-15 особа. У складу са овим упутствима, КПМ је донео одлуку о стварању три подземна партијска одбора, 13 подземних партијских организација и 8 партизанских одреда у деловима републике источно од Дњестра, док је на бесарабијским територијама предвидео 139 партизанских одреда и известан број подземних партизанских група. Свеукупно је доделило 1.479 појединаца за организационе задатке у вези са партизанским покретом. Црвена армија и тајна полиција, или НКВД, започели су задатак наоружавања локалног становништва, али нису успели да успоре темпо напада Осовине. У међувремену, „бесарабијска“ или „молдавска“ антинацистичка ћелија формирана је у нацистичкој Француској, након поделе у Румунској комунистичкој партији. Ова група, која је имала неодлучни статус пре наци-совјетског рата 1941. године, чинила је Бесарабијску унију, која је усмеравала подршку француском покрету отпора и прикупљала средства за нападе на немачке циљеве.
У Бесарабији је брзи напредак трупа Осовине довео до брзог распада владиних структура и мрежа КПМ-а. Извори румунске војске известили су да је већина локалног становништва отворено поздравила нову администрацију, дубље анализе жандармерије изразиле су забринутост због „бесарабијског начина размишљања“, сугеришући да је совјетска индоктринација умањила у региону прорумунски осећај. Међутим, како је приметио историчар Игор Кашу, многи кадрови КПМ-а одлучили су се да не евакуишу регион, преферирајући румунску окупацију: "[они] су доживели стаљинистички терор 1930-их и знали су шта могу очекивати повратком совјетске администрације." Званичне совјетске процене сугеришу да је 100.000 Молдаваца, укључујући око 2.200 КПМ кадрова, побегло у Украјинску ССР. Према Кашуу, овај број је вештачки висок и искључује оне који су се вратили у Бесарабију „кад је опасност од совјетске репресалије избледела." У августу 1941. године, Централни комитет КПМ-а послао је комесара Луку Диаченка, бившег министра шумарства МССР-а, на територију под контролом Румуније, где је требало да организује активан отпор. Диаченко је узвраћао поруке изјављујући да није погодан за тај задатак и да му је због тога одузето чланство у странци. Још један активиста послат да организује партизане био је Пинкус Туркеничи, који се такође одлучио да одбије задатак због чега му је суђено за дезертерство. Организациони рад ћелија МССР морао је тајно да се одвија под непријатељском окупацијом, неки од предвиђених партизанских одреда и подземних организација никада нису постали активни.
Разне групе су биле потврђене као активне иза линије фронта Осовине против румунске војске и ратне администрације. Већ у јулу 1941. расуте групе партизана и „банде наоружаних цивила“ напале су оклопне бригаде Четврте армије, наносећи им само минималну штету. Дана 6. јула комсомолска омладина из Шаптебанија, укључујући бесарабијске Јевреје и Молдавце, реорганизована је у ћелију отпора. Двојица његових чланова, браћа Мордар, пуцала су и убила немачког војника, а потом су убијени у Петрушенију. А. Н. Романенко је око 14. јула формирао једну малу јединицу у Војнови, која је вероватно била одговорна за рушење железничког моста у оближњемy Буковцу, пре него што су је прорумунски цивили издали и заробили.
Румунски извештаји указују на неколико случајева пуцњаве усмерене на немачко особље и камионе око Балција. Током једног таквог препада, партизани Василе Кожокару и Николај Кавчук успешно су разоружали патролу Вермахта и побегли са њиховим пушкама. Дана 15. јула члановима Јуденрата из Балција наређено је да предају све комунисте за које су знали да се крију у локалном гету, али су одбили да им се повинују. Уследила је одмазда: 66 Јевреја, укључујући 20 таоца Јуденрата, убијени су од стране Шуцштафела. После још једног партизанског напада 19. јула, немачка команда наредила је локалној полицији да задржи 75 мушкараца као таоце, а сви су потом погубљени.
Трупе стациониране у Кишињеву такође су биле на мети партизанских напада, почевши од када је Валеријан Триколич бацио гранату на румунску батерију у Пушкиновом парку. Извештавано је и о саботажи током првих дана окупације, где су радници уништавали индустријску опрему у фабрици керамичких плочица у Кишињеву и запалили градску фабрику сапуна. Формиране су неке групе које су биле у великој мери независне од КПМ група које су заговарале совјетски патриотизам, а понекад су биле попуњене комсомолском омладином. Основане су у Берлинцима, Белавинцима и Синђереју, док су Јевреји у Бриченију формирали самоодбрамбену јединицу која је спречила погром. Последња група, која се састојала од 47 људи, учествовала је у пуцњави са румунским трупама 22. јула.

### Неуспех
Окупаторске власти су одговориле појачавањем репресија. Стварајући свој гувернатор Придњестровље, румунске власти успоставиле су у Тираспољу велики концентрациони логор за војнике Црвене армије и заробљене партизане. Дугорочно гледано, ово је имало нежељени ефекат гурајући локално становништво да се организује у подземне мреже како би помогло затвореницима да побегну, понекад користећи мито да пригуше ,,будност“ румунских стражара. У августу је шеф румунске полиције у Бесарабији Павел Епуре утврдио да су комунисти који су остали на слободи „дезоријентисани и паралисани“ - према историчару Пјотру Шорникову, ова процена је била тачна, али највише због тога што су КПМ-ови кадрови обавештени о масовним поразима са којима се сусрела Црвена армија. Дана 28. јула, румунски генерал Николаје Чуперка издао је ултиматум локалном становништву, захтевајући од свих појединаца који се баве подземним активностима да се предају или ризикују извршење по кратком поступку. Неколико дана касније, генерал Николаје Паланђану известио је о појачаним нападима на румунске трупе и војне конвоје и наредио чешљање села и шума у потрази за „комунистичким агентима“, указујући на то да они који су ухваћени у нападима на војску треба да буду стрељани. Репресивне мере тада су биле усмерене према локалном становништву које је помагало или штитило партизане, док је онима који су помагали у заробљавању партизана обећана награда од 10 до 25 хиљада леја и парцела земљишта.
Током августа и септембра 1941. године забележени су напади мањих размера на румунске патроле и саботаже транспортне инфраструктуре у Бендеру, Бујуканију, Резину, Хотинском округу, због чега је дошло до бруталне одмазде: по 5 сељака из 17 насеља у подручју Бендера стрељано је због сумње да су партизани. Дана 6. октобра 1941, скретничар И. Реиљану изазвао је судар два воза у Сипотенију. Уништено је шест аутомобила који су превозили војну опрему, при чему је убијено пет непријатељских војника и официра, а рањено још осам војника. Локалне групе су такође појачане малим ваздухопловним одредима које су послали Совјети. Румуна су се посебно плашили ових одреда, који су прикупљали обавештајне податке и бавили се саботажом, јер су били спремни да се боре до смрти како би избегли заробљавање. Примери укључују групу коју су чинили Н. Ф. Баско, Л. М. Вноровски и Н. П. Цимбал, активни око Бриченија, и групу од девет људи предвођеној Г. Мунтјаном родом из Кишињева, која је била активна дубоко иза непријатељских линија, у румунском округу Јаши. Окружен непријатељским трупама након што је његова група десеткована, Мунтјан је починио самоубиство уместо да се преда.
Генерално, током првих месеци отпора партизани су претрпели велике губитке борећи се са надмоћнијим непријатељем. Већина група и одреда имали су мало искуства са герилским ратовањем, деловали су одвојено, а многе подземне партијске организације нису предузимале кораке да координишу своју борбу. Влада МССР-а у егзилу изгубила је сваки контакт са партизанским групама које су деловале иза непријатељских линија. Група у којој су били Јури Коротков, Јосиф А. Бујор, Рајса Шафран и Марија Онуфријенко добила је задатак да организује координациони центар у Кишињеву, али покушај да се инфилтрирају поред линије фронта средином септембра 1941. године завршио је крвопролићем. Још један такав покушај организовао је Биро централног комитета КПМ-а, у то време боравећи у Доњецку, који је одабрао девет комунистичких ветерана, како из бесарабијског подземља, тако и из совјетске молдавске администрације, да створе тајни републикански партијски центар. Група коју су предводили А. М. Терешченко и М. Скворцов је ваздушним путем допремљена 25. септембра између села Микауци и Драсличени, али је брзо откривена и уништена. Румунски документи указују да је до 1. октобра 1941. откривено 48 падобранаца партизана, од којих су 23 заробљена жива, 11 убијено у акцији, а 14 је побегло.
Током лета и јесени 1941. ССИ је открио неколико подземних комунистичких организација у Бесарабији, успех који се приписује издаји. Информатори су допринели уништавању партизанских ћелија које су формирали Триколич, Георгије Беседин, Анатолиј Прокопец и Шоил Рабинович, са припадницима који су били или затворени или погубљени и увек претходно мучени. У Кортену се предао припадник бесарабијске бугарске ћелије отпора под психолошким стресом, након чега је осуђен и погубљен локални партизански вођа С. В. Малков. Остали случајеви издаје и заробљавања дешавали су се широм бивше Молдавске ССР и Буџака—у Бендеру, Будештију, Акерману, Измаилу, Тузли. Партизанска активност је утихнула након пада Одесе. Према историчару Изаславу Левиту, неуспеси су делом била последица географских фактора: Бесарабији су недостајале простране шуме које су се налазиле у другим совјетским регионима, а снаге Осовине могле су лако да очисте неколико постојећих. Сходно томе, између јесени 1941. и краја 1943. године, главни облици отпора били су анти-румунска пропаганда и саботажа подземних група које су деловале локално.

### "Невидљива армија"
Успешно блокирање немачке офанзиве у бици за Москву (октобар 1941–јануар 1942) од стране Црвене армије пружило је импулс за поновно активирање подземних КПМ ћелија. На подручју Каменке, партијска организација коју је водио Јаков Алексејевич Кучеров успела је да створи широку мрежу тајних група у локалним селима, док је у Тираспољу нову групу, укључујући комунисте и некомунисте, организовао Виктор С. Панин. До лета су такође створене нове организације у Рибници и Григориопољу. Групу из Рибнице су чинили 29 комуниста и 37 политички неопредељених бораца који су се борили раме уз раме. Формирање подземних ћелија такође је праћено у Бесарабији, мада су нове групе основане крајем 1941. и почетком 1942. углавном формирали Комсомоли. Примери укључују ћелије партизана у Бендеру, Кахулу, Кишињеву, Слобозији, Сороки, као и Зрнештију.
Те потенцијалне герилске јединице убрзо су почеле да граде складишта оружја прикупљајући материјал напуштен на бојним пољима или нападајући патроле жандармерије. Група Кахул, у чијем је руководству био оперативац милиције, Павел Поливод, била је наоружана са митраљезом, 14 пушака, 63 граната и 560 метака муниције. Група Слобозија имала је 9 пушака, 2 јуришне пушке, 1 скраћену сачмарицу, док је група Сингереј коју је водио Василе Ђурђију добила 20 револвера, 1 карабин и пет пушака. У извештају директора ССИ Еугена Кристескуа, поднетом Антонескуу априла 1942. године, примећује се да су партизани били активни углавном у Одеси, али је активност отпора такође спроведена „широм остатка Придњестровља, у Бесарабији, у Кахулу и у Украјини ". По мишљењу Кристескуа, они су чинили „невидљиву армију“ која се састојала од две групе: „активне“, која је укључивала партизанске одреде и подземне партијске ћелије, и „пасивне“, која је поново окупљала „комунистички настројене масе“, при чему су обе биле подједнако усмерене против ратних напора Румуније. ССИ је известио у лето 1942. да су појединци наставили да се придружују партизанским групама „с циљем вршења терористичких аката“, упркос оштрим казнама које је изрекао ратни суд у Кишињеву, док је група од 50 партизана недавно откривена у јужној Бесарабији. Главни извори добровољаца и присталица партизанских активности били су сиромашни и они који су били на различитим функцијама под совјетском управом.
Придњестровље је постало посебно склоно пасивном отпору. Иако је у својим првим месецима гувернерска администрација успела да регрутује чланове међу антисовјетским, али нерумунским интелектуалцима, признала је да су напори остали без резултата међу осталим друштвеним категоријама. Фабрички радници често су у својим кућама држали портрете совјетских вођа или марксистичких дела, запослени на универзитетима избегавали су да се упуштају у обавезну антисовјетску пропаганду, а школарци су одбијали да уче веронауку. Облици саботаже такође су кочили рад Антона Голопенција и других статистичара који су посматрали румунске и молдавске заједнице на тој обали Дњестра. Суочени са „радикализованим начином размишљања у подручју које су озбиљно тестирале немачке војне репресалије и реквизиције“, ови истраживачки тимови били су наоружани пиштољима. Напоре су изнутра омели и комунистички статистичари попут Михаја Левентеа, који су били у контакту са локалним партизанима. Фалсификовали су евиденцију да би не-Румуне уврстили међу оне који испуњавају услове за државну помоћ или препродали пакете хране на отвореном тржишту како би финансирали отпор.
Такође нису веровали да ће нејеврејски Придњестровци учествовати у прогону и депортацији бесарабијских Јевреја, док су сељани из Бутученија слали пакете са храном у гето у Рибници. У Бесарабији су истовремено примећени и други облици пасивног отпора: Кишињевски ССИ известио је о систематском уништавању румунских плаката, док су продавци новина бојкотовали материјале које је слало Министарство пропаганде, командант пука стационираног у близини Дњестра описао је Бесарабе да су „под утицајем комунистичких агената лојалних совјетском режиму". Извештаји ССИ-а концентрисани су и на промет упаковане робе умотане у старе совјетске новине, коју су читали као кодирани сигнал комунистичком подземљу.
Придњестровске званичнике узнемирили су и широко распрострањени случајеви силовања и другог злостављања румунских дошљака, који су, упозорили су, могли само „подстаћи противљење ослободиоцима". У једном случају, 20 жена су сексуално злостављали жандари у цркви у Гидириму, као казну због одбијања обављања обавезног рада. Ову појаву приметиле су и јединице Селбзчуца, састављене од црноморских Немаца, који су се изјаснили да су директно заинтересовани за спречавање румунског злостављања. Објава таквих оптужби довело би до дипломатских инцидената између двеју осовинских влада. Нацистички званичници подржали су Селбзчуц као средство за антипартизанско ратовање, али су готово у потпуности били прогутани „оспоравањем румунске контроле над придњестровским селима“, провоцирајући румунску војску бројним пуцњавама и крађама аутомобила.

### Реорганизација 1942.
Почетком 1942. руководство КПМ повукло се дубоко на совјетску територију, у Лењинску. Њен млађи секретар Никита Салогор успео је да надмудри лидера странке Пјотра Бородина и привремено је преузео његове канцеларије. Сходно томе, Салогор је такође преузео задатак да организује партизанске јединице. Покушаји успостављања контаката са тајним организацијама на територијама МССР-а били су, међутим, неуспешни током целе 1942. године, а групе су наставиле да делују без централног руководства. Напори да се створи координисани покрет започели су тек јуна 1942. године у оквиру Централног штаба партизанског покрета, који је био подређен Ставки. Штаб је покушао да користи скривена складишта оружја и муниције заостале током претходног совјетског повлачења, и сходно томе одредили су Слобозију, Каменку, Тираспољ, Орхеј, Бравичу и Хинчешти као главна оперативна подручја.
Већ 28. маја КПМ је усвојио резолуцију „О јачању партизанског рата иза леђа немачких освајача“, којом је одлучено да најмање 200 људи буде обучено на специјалним курсевима да постану „команданти, комесари и начелници штабова партизанских одреда“, укључујући „15–20 водећих радника странке и савета“. Требали су их послати иза непријатељских линија у року од три до четири месеца. Према томе, у децембру 1942. године под окриљем украјинског штаба за партизански покрет основано је молдавско одељење, које је, делујући као војна секција Централног комитета КПМ, започело регрутовање и обуку особља за партизанске одреде, укључујући припреме за њихово распоређивање. Вођство над тим одељењем поверено је Ивану Алешину, секретару Централног комитета КПМ.
Пропагандни напори су такође појачани током 1942: основана је молдавска редакција у оквиру Совјетског Радија у Москви и започела редовно емитовање на Moscow and began regular broadcasts in молдавском, подземна партијска организација у Каменки саставила је импровизовану типографију и одштампала осам летака дистрибуираних у округу и суседним регијама, групе у Тираспољу су делиле летке исмевајући Антонескуа и Хитлера, док су оне у Кахулу, Измаилу, Сингереју, Слобозији и Сороки обично користиле руком писане белешке које су постављале на јавним местима. Написани на молдавском или руском језику, леци су се супротстављали румунској пропаганди, цитирали одлуке совјетског информбироа и жалили се на укидање совјетске земљишне реформе, описујући их као предаторске економске политике румунских бирократа, локалних капиталиста, шпекуланата или земљопоседника. КПМ пропаганда се такође обратила румунским војницима, позивајући их да окрену оружје против влада Антонескуа и Хитлера. У неким случајевима пропаганда није била некомунистичке природе или порекла - као код Ивана Гање и других ученика пољопривредне школе у Сороки, истражених крајем 1942. због дистрибуције летака који су позивали Молдавце да се припреме за победу Црвене армије и због прогона локалних огранака Гвоздене гарде.
Акти саботаже такође су постали чешћи 1942. ССИ је у првој половини године известио о неколико акција против млинова за уље и брашно у Тираспољу. У фебруару 1942. године, партизани су запалили немачко складиште горива на железничкој станици у Бендеру, уништивши стотине бачви са нафтом и 17 пуних и 13 делимично пуних аутомобила са бензинским цистернама. Неколико дана касније, вагон са мазивим уљем који је припадао румунској војсци доживео је исту судбину. Железничка инфраструктура била је примарна мета током лета: два судара возова догодила су се почетком августа у Етулији и Унгенију, железнички мост који је повезивао Етулију са Вулканештијем was уништен је 26. августа, а два аутомобила са сточном храном и војном опремом запаљена су 28. августа између Чиркајештија и Хагимуса. У другим нападима уништене су фабрике уља у Отачију, погон за прераду меса у Кишињеву, електричне подстанице у Балцију и Сороки и оштећења складишта у Тираспољу и Булбоаки.
Подземна организација из Каменке запалила је стаје и складиште житарица у Христоваји, складиште сушеног воћа у бившем совхозу, и складишта локалних фабрика уља и сира. У руралним областима Бесарабије и Придњестровља, уобичајени облици отпора укључивали су одлагање жетве и одбијање испоруке пољопривредних производа, плаћање пореза или обављање обавезних послова за румунску администрацију, што је довело до тога да је румунски командант трупа локалне сељаке називао „несвесним и лишеним патриотизма". У јулу 1942. године, 54 сељака из Бахмута изведено је на суђење због непријављивања на посао, а слична упутства дата су и полицији у Кахулу након што војска није успела да мобилише локалне коње и запреге у августу 1942. године. Локално становништво такође је подржавало совјетске ратне заробљенике интерниране широм региона. Током зиме 1941–1942, помогли су на 70 ратних заробљеника да побегну из логора у Кубеј. Шеф ССИ-а у Ренију известио је да се велика гужва окупила на локалној станици у јуну 1942. када су возови са руским ратним заробљеницима пролазили кроз град нудећи разне производе, воће и цигарете затвореницима пре него што су их жандарми растерали. Истакао је да је било пуно жена „румунског порекла“ међу гомилом, а догађаје је упоредио са проласком воза који је превозио Румуне рањене у Севастопољу, када се "ниједна бесарабијска румунска душа" није појавила. Током лета 1942, тајна полиција извештавала је о случајевима непријатељства према румунској администрацији и оцени совјетске власти у окрузима Кишињев, Орхеј и Сорока.
Противпобуњеничке акције је углавном водила жандармерија, њени агенти, укључујући Овидију Ангелеску и Василеа Медведјука, успешно су шпијунирали партизане инфилтрирајући се у њиховим редовима. Полицијска инфилтрација, заједно са недостатком искуства у тајном раду, резултирала је откривањем комсомолских организација у Кахулу и Измаилу током пролећа 1942. Одбивши да сведоче против колега партизана, чланови организације Кахул успели су накратко да побегну из војног затвора у Кишињеву да би поново били ухваћени. Њени лидери (Кожокару, Кавчук, Поливод, Михаил Краснов, Тимофеј Морозов) су погубљени, један је умро током притвора, а 41 је добило разне затворске казне. Два додатна члана групе, Иван Кравченко и Иван Максименко, побегли су у последњем тренутку и преживели скривајући се до краја рата. Многи млади који су били укључени у групу Измаил (укључујући гагаускињу Тамару Мумжјеву и бугарина Бориса Фелтева) такође су осуђени на доживотну казну, док је пет чланова организације у Хотину било погубљено. У новембру 1942, жандарми су заробили и процесуирали у Кишињеву Израела Н. Печера и још 39 вођа просовјетске мреже која се протезала преко границе између Бесарабије и Придњестровља, а коју је наводно створио НКВД. Неколико локација, попут Тираспоља и Подоиме, било је обухваћњно овом рацију.

### Офанзива 1943.
Током пролећа и лета 1943, молдавско одељење украјинског партизанског штаба узастопно је покушавало да успостави директну комуникацију са подземљем МССР. Како већина њих није успела, Централни комитет КПМ је добио сагласност Централног штаба да пошаље свеже обучене партизанске групе у подручја деловања украјинских одреда, омогућавајући им тако стицање стварног борбеног искуства пре распоређивања у републици. Стога су молдавске партизанске формације под координацијом ПЦМ-а биле активне само у украјинским и белоруским областима током 1943. године. Командант Пјотр Вершигора, који је и сам родом из Придњестровља, присећа се у својим мемоарима сусрета са молдавским партизанима у Полесју, у близини Лељчица. Према Фролову, ове групе су учествовале у нападима на Вермахт, прелазећи реку Горињ током битке код Курска.
Румунска евакуација ратног плена из Придњестровља након пораза код Стаљинграда довела је до пораста популарности комунистичког подземља, како се извештава у званичним румунским документима. У Одеси, Тираспољу и другим насељима у близини прикривених дњестарских организација дистрибуирали су све већи број ручно написаних летака који су извештавали о напретку совјетских војних операција и позивали становништво да сакрије стоку и жито, уништи мостове и нападне окупационе снаге. У фебруару 1943. ћелија у Кишињеву издала је манифесто хвалећи Црвену армију, док је позвала локално становништво да оснује подземне одборе и групе за самозаштиту, а током марта леци дистрибуирани у Тираспољу позивали су ратне заробљенике и оне „способне да држе оружје“ да се придруже партизанима. Молдавско одељење украјинских партизана такође је штампало нове апеле, летке и информативни материјал у хиљадама примерака, преусмеравајући их у окрузима Кахул, Лапушна и Тигина. Молдавска радио канцеларија такође је почела да емитује програм пет пута дневно, под насловом „Молдавија је била и биће совјетска!“, Укључујући дневни лист „Емитовање за партизане“. Упућени су апели на народ Молдавије да се бави саботажом и одбије да плати порез или преда непријатељу пољопривредне производе. Кишињевски ССИ је напоменуо да је, као резултат совјетске пропаганде, локално становништво негативно упоређивало војну управу са совјетском, и саботирало њене напоре. До новембра, како је известила полиција округа Балци, локално израђени леци и апели обично су се дистрибуирали чак и у руралним областима.
Промена ратне среће такође је довела до неслагања у командама румунске и немачке војске, као код генерала Илије Штефљаја који је желео да ограничи број Румуна ангажованих у Калмичкој степи. Према сопственим извештајима Штефљаја, он је користио карантинске објекте у Бендеру да повуче 135.000 румунских војника са првих линија под изговором да су болесни. Ова саботажа поклопила се са интервенцијом партизана да зауставе активно регрутовање. Пошто је Стаљинград исцрпео резерве румунске војске, регрутација се проширила на Бесарабију и Буковину. Априла 1943. године, покушају Румуније да успостави „Придњестровско војно веће“ за привлачење молдавских добровољаца успешно се супротставила подземна група коју је у Тираспољу водио М. Скопенко, након што није успео да регрутује ни пуну чету, савет је распустио гувернер Георге Алексијану.
Дезертерство је било уобичајено међу регрутима, нпр. 101 од 189 мобилисаних Бесарабијаца 18. фебруара 1943. године побегло је из воза који је кренуо у Одесу. Војни судови покушали су сузбити овај феномен изричући оштре казне Молдавцима који су одбили да „положе заклетву верности“: 25 година тешког рада са одузимањем имовине. У једном случају, румунски лидер Антонеску је чак затражио да се у случају масовног дезертерства сваки десети дезертер стреља испред трупе. Током године, бесарабијска администрација је објављивала спискове са онима који се нису пријавили на регрутацију, а десетине су пријављене као нестали у разним селима широм региона и преко 70 у Александренију и Милешти Марију. Штавише, они који су регрутовани сматрани су непоузданим, Антонеску је на састанку кабинета 16. новембра 1943. изјавио да Бесараби „не желе да се боре“ и да „теже ка Црвеним“. Према Левиту, део њих је послат на кримском фронту као „топовско месо“ како би се испунили Хитлерови захтеви за појачањем, а њихови батаљони били су смештени између немачких јединица како би обесхрабрили бег. Бесараби на линији фронта такође су били на мети совјетске пропаганде која је дистрибуирала летке позивајући их да пређу на њихову страну и придруже се Црвеној армији и партизанима. Румунски ратни заробљеници совјетске 51. армије известили су да Бесараби нису били вољни да се боре и да су „полуотворено“ разговарали о предаји, у једном случају, седам Бесараба из пешадијског батаљона дезертирало је и придружило се кримским партизанима.
Број тајних група такође се повећао након Стаљинграда: десет група у Тираспољу и његовим предграђима (предвођени Прокофијем Ефимовичем Кустовим, В. С. Панином и Николајем Чебаном), једна у Сороки и оближњој Јоржници и Застинки (предвођена Г. М. Гуменијем), три у Дубашарију, комсомолска организација у Унгенију (коју је предводио В. Н. Гавриша) и неколико сеоских група (у Кухурештију и Николаевки, Крихана Нови, Моара де Пјатри, Новокотовску, Софији, Шерпени и другим). [82] У Дундуку су мањински Липовани под вођством М. М. Чернолутског успоставили трајне везе са главном партизанском мрежом. Разне групе су постепено могле да прошире своје контакте и координирају своје активности на ширим подручјима, а партизани у Каменки, Дубашарију, Рибници, Сороки и Тираспољу сарађивали су са украјинским јединицама активним око Балте, Кодиме, Крижопила и Пишчанке, покушавајући да набаве оружје и муницију од њих. Током друге половине 1943. организација у Черновци, Буковина, успоставила је контакте са групама активним у Кишињеву, Балцију и Сороки, док су комунистички партизани у Каменци и Григориопољу послали представнике близу линије фронта у покушају да контактирају Централни комитет КПМ.
Такође су се појачале саботаже, укључујући избацивање из шина воза који је превозио гориво у Бендеру у марту 1943. године и спаљивања три складишта у Тираспољу. У мају је регионални полицијски инспекторат у Кишињеву забележио још пожара: изгорела је државна рафинерија сунцокретовог уља у Отачију док су се истовремено догодили пожари у Извоареју, Албинецу, Чириленију, Глоденију, Скуленију, Ришканију, Пирлици и Навирнецу у округу Балци. Исти извештај такође приписује комунистичкој активности потонуће бродова ,,Измаила“ и ,,Михаја Витеазула“, који су оперисали на Дунаву. ССИ је известио да је до октобра 1943. године саботажа преполовила број парних локомотива у бесарабијском железничком погону, док су оне које су још биле на располагању било потребно непрестано поправљати, а новембра забележен је још један судар возова у Заиму. Полиција из Бендера пријавила је неколико напада партизана у Придњестровљу током истог периода, укључујући један који је циљао на касарну у Дубашарију и један на комуникационе линије у Дороцаји. Подстакнути комунистичким комитетом из Каменке, пољопривредни радници су мештанима поделили стотине квинтала убраног кукуруза и пшенице, уместо да их предају администрацији, сакрили су двадесет трактора одређених за евакуацију у Румунију и успели да посеју 4.256 хектара озиме пшенице - упркос забранама које су наметале румунске власти.
Пошто је Црвена армија сада била у офанзиви, Салогор је позвао Николаја Михајловича Фролова, учесника комсомолског отпора, да преузме команду над бесарабијским партизанским трупама. Као што извештава Фролов, у тој фази заправо нису постојале такве јединице, углавном зато што су „непријатељски елементи“ и „Бојарска Румунија“ држали пуну контролу над регионом. Напори да се партизански команданти искрцају директно на бесарабијску територију омели су компактност региона и недостатак одговарајућих аеродрома. Додатно је одложено када је комесар Ф. Ф. Бондар сломио ногу док се спуштао падобраном на бесарабијској граници, заменио га је Анисим Гаврилович Дручин. „Григоре Котовски“ је био први успешно организовани герилски одред. Створио га је и водио Макар Кожухар, апсорбовао је у своје редове бегунце из нацистичких концентрационих логора, али се првобитно налазио изван Бесарабије - у сектору Шитомир у Рајхскомесаријату Украјини. У јуну 1943. пуковник Василиј Андрејев, наставник историје, основао је прву партизанску формацију повезивањем одреда Котовског са још две такве групе: „За совјетску Молдавију“ и"Михаил Фрунзе". Међу осталим командантима ове формације били су Алешин и активиста КПМ-а Герасим Руди. Неке молдавске групе такође су учествовале у нападу на железничку станицу Шепетивка, у Рајхскомесаријату Украјини, током септембра 1943, где су наводно убили око 2.000 Немаца.

### Акције против отпора
После напада на Крим почетком 1943. године, контраобавештајна група румунске војске, „Информативни центар Б“, премештена је у Тираспољу и започела је лов на совјетске партизане у околном региону. Један од почетних успеха догодио се случајно, када су румунски сапери у Дубашарију открили партизане Дмитрија Надводског који су покушавали да добију приступ свом складишту оружја, то је довело до привремене обуставе активности отпора у том граду. У мају 1943. године, у групу Надводског упали су румунски шпијуни, што је резултирало хапшењем неколико кључних партизана. Надводски је тада покушао да скрене пажњу инсценирајући нападе на стратешки мост код Криуленија. Георге Визитеу, у то време млади жандарм у округу Лапушна, извештавао је да су му претпостављени рекли да су „шуме Бесарабије и Придњестровља [биле] препуне комунистичких партизана“. Њихово присуство приписао је свакодневном појачавању совјетским падобранцима, као и запажању масовног дезертерства из казнене војне јединице, односно рехабилитационог батаљона Сарата. Визитеу се сећа да је учествовао у одмазди, током које су хапшени одбегли заробљеници из затвора у Хинчештију.
Румунски званичници и даље су гонили оне сељаке који су одбијали да помогну администрацији: септембра 1943. претор Григориопоља одлучио је да интернира у радне логоре десет мештана који су одбили да своја кола дају за војну употребу, док је недељу дана касније велика група сељака из Кошнице била затворена. У Бесарабији су до септембра многи цивили оптужени за пасивни отпор завршили у логору Фрајденстал, укључујући 138 из Бороганија, 34 из Јаргаре, 38 из Ларгуце, 15 из Капаклије и 170 из Бешгиоза. ССИ је објавио у извештају од 30. новембра 1943. да је просовјетска пропаганда била широко распрострањена широм Бесарабије и почела је да привлачи „људе који, иако нису присталице комунистичких идеја, делују против“ румунске администрације, наговарајући локално становништво да се придружи партизанским групама.
Од 3.000 бораца у 1943. години, укупан број партизана нарастао је на 3.900 до 1944. Отпор је постајао све пркоснији: 9. септембра 1943, Вењамин Рибчак, Адам Маржина и Георги Гаснер направили су велику црвену заставу на којој је било извезено белоим концем скраћеница ,,СССР“. Она је постављена на згради у центру Кишињева. Међутим, Румуни су ухапсили сва три учесника и послали их у радни камп у Онештију. У новембру, након напада на воз у Кружополу, Кучеров је ухапшен, али је његову групу из Каменке преузео М. Поповски и Е. А. Вершигора. Од децембра, Кустов и његов заменик К. И. Возњук почели су да се припремају за велику партизанску акцију као подршку напредујућој Црвеној армији. Добили су подршку од шефова локалних индустрија и повећали темпо којим су ратним заробљеницима помагали да побегну из локалних кампова. Кустова група је такође сковала покушај атентата на Антонескуа приликом његове посете Тираспољу. До јануара 1944. године, огранак Григориопоља одржавао је састанке на отвореном и слично се припремао за прелазак у офанзиву, такође је помагао бегунцима из логора за ратне заробљенике док су покушавали да се придруже украјинским партизанима. На крају су, међутим, целу Кустову мрежу заробили жандарми, који су подвргавали затворенике разним облицима мучења. После реакције у Тираспољу, Панин је успео да побегне и сакрије се са неколико својих другова у Суклеји.
Суочен са опетованим неуспехом борбених организација, Јосиф Бартодзи је успоставио тајнију, панмолдавску мрежу у Кишињеву. У ову „Међуокружну организацију“ такође су продрли ССИ-овци у јануару 1944. године, што је резултирало Бартодзијевим личним хапшењем и мучењем. Преживео је измишљајући приче о „бесарабијском регионалном комитету“, за који је ССИ веровао да постоји, али које су се показале углавном нематеријалне за истрагу. Онеспособљен од својих испитивача, Бартодзи је осуђен на тешки рад због стварања „илегалне организације“, иста пресуда изречена је и против десет његових колега. У другим областима бивше МССР-а, ССИ и сродне организације организовали су сличне прегледе. Група ОБУС, са члановима у Отачију и Арионештију, покушала је 22. фебруара да избаци из шина воз који је превозио немачку муницију, али се повукла под притиском жандара. У Бендеру су партизански лидери Николај Калашњиков и Владимир Лунгу обезбедили подршку тројице нижих официра који су служили у румунској војсци и организовали покрет за саботажу жетве. Калашњиков је ухапшен 29. децембра 1943, тада је ССИ разоткрио читав његов круг присталица. Гуменијеве и Ђурђијеве мреже такође су полако неутралисали полицајци, након што су „почели да представљају директну претњу окупационој власти“. Током марта 1944. године, полицајци су такође могли да угуше партизанску агитацију у Парчанију, где су открили групу која је покушала да се придружи Котовском одреду.
Током реорганизације своје територијалне мреже, румунска полиција и жандармерија успели су да ухвате 600 партизана између 1942. и 1944. године, од којих је већина била затворена у Кишињеву, Тираспољу, Рибници и Дубашарију. Укупан број затвореника у логору у Тираспољу средином 1943. износио је 1.500, од којих нису сви били партизани. Међутим, они су се организовали у посебну ћелију отпора, организујући бекства након којих су приступали партизанском покрет у Придњестровљу. Како је рачунао историчар Антон Морару, Румуни или Немци убили су 238 партизана у затвору у Рибници у марту 1944. и 600 у Тираспољу, међу жртвама био је и Кучеров. Нарочито у Бесарабији, румунске затворске власти биле су узнемирене због претње урушавања Антонескуовог режима и наставиле су са одређеном попустљивошћу. Иако мучени и осуђени на смрт, Калашњиков, Ђурђију и други никада нису погубљени. Неколико премештаја затвореника из Тираспоља наложиле су румунске власти, али, крајем марта, логор је пребачен у немачку јединицу, која је свакодневно убијала затворенике. То је подстакло побуну, услед чега је 230 људи успело да се сакрије међу цивилима у Тираспољу и околним селима. Непосредно пре повлачења из града, казнена јединица убила је 16 од 18 партизана који су још увек били у заробљеништву, укључујући Кустова.
Бројач смртних случајева у Рибници историчар Денис Дилитант наводи као 215, а укључује јеврејске чланове румунске Комунистичке партије који су тамо били затворени заједно са партизанима и совјетским падобранцима. Такође наводи да је око 60 партизана одведено пре масакра и да је због тога преживело. Румунски комуниста Белу Зилбер написао је у својим мемоарима да је успешно молио самог Антонескуа да пусти чланове јеврејске странке из Вапњарке у Придњестровљу, напомињући да им прети опасност да их масовно побију Немци у повлачењу.

### Завршне битке
У међувремену, у периоду од јануара до марта 1944, групе КПМ-а под водством Јакова Шкрјабача суочиле су се са Украјинском устаничком армијом у Ровењској области. Генерал Василиј Андријанов примећује да су, отприлике у исто време, „две велике молдавске партизанске формације“ под Андрејевим и Шкрјабачом покушале, али нису успеле да дођу до Бесарабије. Као резултат неуспеха, оперативне групе су биле разбијене у одреде од по 20 до 30 бораца. Црвена армија је на крају заузела северну половину МССР-а током Дњепарско-карпатске офанзиве. Дана 18. марта, партизанске јединице прешле су Дњестар из Подоља. Присиљавајући Молдавце да им предају чамце и намирнице, заузели су Сороку испред регуларних трупа Црвене армије. У тандему су се појавиле и друге јединице које су помагале Црвеној армији у Придњестровљу. Јединица Надводског помогла је у преузимању власти у Рибници, док је група Удалов учествовала у бици за Каменку.
Након што су совјетске трупе заузеле север Бесарабије, бивши партизански одреди имали су задатак да реквирирају. Између априла и јуна 1944, одреди предвођени Андрејевим и Рудијем запленили су 400 коња и запрега од локалног становништва око Сороке. У том контексту, отпор молдавских сељака према квотама за храну који је наметнула румунска војска прерастао је у антисовјетски отпор, који су власти МССР приписале „неповољним кулачким елементима". Током маја 1944. године, антисовјетски партизани организовали су нападе на места као што су Окиул Алб и Чиулукани, КПМ је тврдио да су они били преостали чланови Националне хришћанске странке и Гвоздене гарде.
Као резултат притиска Црвене армије на југ до Сороке, број совјетских лојалиста активних иза непријатељских линија опао је на 946 у априлу 1944. Као што је приметио Шорников, партизански покрет није успео да постигне циљ да усмери просовјетску народну побуну, углавном зато што је већина радно способних у областима под румунском окупацијом била регрутована за радну обавезу, док су „градови Бесарабије били преплављени немачким и румунским трупама". У тој фази, Центар Б следио је Четврту армију док се повлачила из Тираспоља у Јашију. Центри Б и Х поделили су своја подручја деловања у јужној Бесарабији, са бившим фиктивно активним северно од Орхеја и Ворниченија.
Почев од јануара 1944, контраобавештајна служба Црвене армије, или СМЕРШ, инфилтрирала се у Кишињев да би разоткрила мрежу шпијуна Центра Х. Избегавши притвор, Рибчак и Маржина повратили су Кишињев и наставили да уништавају немачке линије комуникације. ССИ је тога постао свестан и послао доушнике, ћелија је неутралисана и њени чланови су послати у румунски затвор у Галацу. Неки други партизани деловали су у подручју Центра Х, у шумама око Чиучиуленија. У лето 1944, они су наводно извршили атентат на жандарме у Дахновичију и Кожушни. Како је изјавио Мина Добзеу, који је тада живео као православни монах у Ханкуу, радници у манастирском месту активно су помагали отпор, што је ризиковало одмазду румунских власти над монасима. Неколико његових колега саслушани су од стране румунских власти, а брат Клемент је упуцан, под погрешном претпоставком да је био наоружан.
У јулу – августу 1944. године, непосредно уочи и током великог совјетског потискивања у Бесарабију, шест партизанских одреда је ваздушно пребачено иза румунских линија и настављено је врбовање међу локалним становништвом. Све операције су престале након пуча краља Михаја 23. августа: Румунија се придружила савезничким силама, а Центар Б премештен је да помогне Црвеној армији у северној Трансилванији. До октобра, совјетске власти у Кишињеву почеле су да процесуирају Молдавце који су идентификовани као чланови мреже Центар Х. Три жене, укључујући бившег агента НКВД-а, ухапшене су због тога што су „идентификовале совјетске падобранце и партизане." Визитеу се присећа да је свој стварни идентитет скривао од Црвене армије, која га је заробила као ратног заробљеника. Испитивачи НКВД-а открили су његову прошлост и, иако је ослобођен свих оптужби за ратне злочине и дозвољен му је повратак у Румунију, био је социјално маргинализован. Пре 1946, Јосиф Мордовец, као шеф молдавског СМЕРШ-а, изнео је формалне оптужбе против православних монаха, приказивао их као румунске сараднике ангажоване у лову на партизане. Ово је допринело одлуци о ликвидацији свих манастира 1949. године. Такође 1949. године, Аврам Буначију је постигао да се Румунска комунистичка партија очисти од свих чланова за које би се могло рећи да су учествовали у антипартизанским активностима током претходне деценије.

## Наслеђе

### Утицај и прикази
Према Мораруу, отприлике четрдесет одвојених група било је активно, директно против румунске војне и цивилне администрације, док Левит наводи исту цифру за крај 1943. Шорников наводи „60 подземних организација и група које су деловале у Молдавији", уз напомену да је тридесет од њих могло бити формирано тек 1943. Свеукупно, током 1943–1944. партизански одреди учествовали су у 39 војних операција, уништавајући четири складишта муниције, четири складишта горива, електричну подстаницу, пошту и 23 бараке. Као резултат активности 1. молдавске партизанске јединице избачено је из шина 277 вагона који су превозили трупе, муницију и војну опрему. Други одреди успели су да оштете 271 локомотиву, 2.160 вагона, 185 моторних возила, једанаест авиона, четири оклопна аутомобила и другу војну опрему. Партизани су успели да неутралишу 14.000 непријатељских војника и официра и запленили су 400 комада оружја, осам комада артиљерије, дванаест војних камиона, 160 коња и 2.000 грла стоке. До 1944. године у Бесарабији је подељено 5.000 пропагандних летака..
Током завршне фазе Другог светског рата, молдавски писци повезали су борбу партизана са историјским примерима отпора локалног становништва. Тако је Јон Кана описао молдавске шуме као уточиште и партизанима и хајдуцима који су се у историји борили против злостављања бојара, док је Богдан Истру Молдавце који се боре за совјетску ствар упоредио са „стрелцима Стефана III Молдавског", који су се борили у 15. веку „против Тевтонских витезова, Османлија, Мађара, Татара и Влаха"— симболична референца на земље Осовине. Као што је приметио аналитичар Вим ван Мејрс, каснији совјетски молдавски аутори приказивали су партизане као последњу компоненту бесарабијске револуционарне традиције која је своје почетке имала са Народницима, док је совјетска историографија избегавала оваква поређења. Ван Мејрс пише да су се обе школе, додуше, сложиле око потребе да се детаљно позабаве значајним питањем: „Значајно је недостајало херојских догађаја и привлачних резултата у борбама војника и партизана  [sic] на молдавској територији."
У совјетској култури легенду о молдавским партизанима појачала је песма Смугљанка, из 1940. године, која је постала популарна од 1942. Иако написана о бесарабијској девојци у Руском грађанском рату 1918–1921, постала је опште схваћена као референца на молдавску герилу из 1940-их. На изложби из априла 1945. у Кишињеву већ су били представљени портрети и композиције Мојсеја Гамбурда, који су приказивали разне молдавске партизане. Записи о стварном бесарабијском борцу Борису Главану појављују се у новели Александра Фадејева, Млада гарда. Током касних 1950-их, КПМ је промовисао наративе о Главану и другом појединцу, Јону Солтизу, заједно са све „апсурднијим тврдњама“ о спремности Молдаваца да се боре за Црвену армију. Главан се у ствари борио и умро на украјинској територији, док се Солтизова прослављена самопожртвованост догодила у априлу 1945.
Иако је молдавски комсомол годишње додељивао Главанову награду, обележавања партизанске службе и даље су била ретка, а историјска дела о покрету су одлагана до 1960-их, када је Симион Афтењук објавио прву монографију. Уследила је серија прича у популарним часописима, а Андрејев и неколико других учесника покрета такође су остављали мемоаре са детаљима о својим улогама. Као што је приметио историчар Владимир Ковалчук, документовани сукоби између молдавских јединица и Украјинске устаничке армије готово никада нису поменути у таквим извештајима. У званичном уџбенику историје МССР из 1968. године, наглашено је да су противници били Румуни, а не неименовани „фашистички освајачи“. Такође је признато да је молдавских партизана било мало.
Ову слику су аутори писали након распада Совјетског Савеза. Као што је приметила историчарка Светлана Сувејка, партизански култ опстао је и у отцепљеној Придњестровској Молдавској Републици и аутономној Гагаузији, чији су главни поборници били Шорников и Степан С. Булгар. Она примећује да је овај последњи такође преувеличао размере гагаузијског отпора румунској власти, стварајући „политизован и пристрасан“ уџбеник. Након докумената које су објавили немачки Вермахт и украјински историчари, Морару карактерише партизанске формације као „субверзивни покрет, шпијунажу и терор“. Такође он сматра да се њихови поступци противе "међународним људским правима" и да су "идентични политичком и војном тероризму". Морару супротставља своје гледиште „руским и русификованим“ историчарима, као што су Левит, Думитру Елин, Александер Коренев, В. Коваленко, Николај Березниаков, А. Дураков и Петру Бојко, који су величали партизански покрет. Исту терминологију користи румунски историчар Валерију Аврам, који просовјетске групе отпора назива „терористима НКВД-а". Слично њима, Добзеу позива партизане као „совјетске шпијуне [и] диверзионисте“, али оцењује да до 1944. румунске трупе „нису биле добронамерне."

### Етничка заступљеност
Морару тврди да је КПМ „заступао интересе нерумунског, немолдавског становништва“, са партизанским одредима сачињеним од „Руса, Украјинаца, Белоруса и других националности“, међу активним учесницима убраја само двадесет „русификованих“ Молдаваца. Такође тврди да су 16.000 „Румуна, војника, официра и цивилног становништва“ убили „терористи". Ван Мејрс примећује „готово потпуно одсуство етничких молдавских хероја“ и сугерише да је Јосиф Стаљин желео овако: „Стаљин је имао неповерења у људе на новостеченим територијама, посебно ако би морали да се супротставе својим етничким сродницима у рату као што су Молдавци. Као резултат тога, многи Молдавци су депортовани у 1940–1941 или су принуђени да раде у фабрикама иза стварних линија фронта. Само је мали број молдавских војника био распоређен на оним што су називали „осталим фронтовима Совјетски Савеза." Разни записи сугеришу да су у Бесарабији (за разлику од Придњестровља) молдавски сељаци и урбанисти често били на удару антисовјетских репресалија. Међу Молдавцима који су предузели активне мере против партизана били су Григоре и Василе Ковал - односно отац и брат лидера КПМ-а Николајеа Ковала. Салогор је ово питање покренуо током унутарпартијске борбе 1946.
О космополитским особинама партизанског покрета Фролов, који и сам није Молдавац, говори у смислу совјетског патриотизма: „Мултинационална совјетска породица [борила се] против нацистичких освајача за част, слободу и независност своје отаџбине." Генерално, „двосмислена фраза„ синови молдавског народа “углавном се користила да покрије чињеницу да је већина јунака била украјинског или руског порекла." Шорников наглашава неприпремљеност КПМ-а напомињући да у групи Терешченко – Скворцов нико не може да разговара на стандардизованом молдавском, једини изворни говорник био је П. И. Мунтеан, који је савладао само придњестровски молдавски дијалект. Ова политика делимично је измењена и допуњена 1944. године, када је Бартодзијева „Међуокружна организација“ стекла репрезентативну основу, која се састојала од „59 Молдаваца, 20 Украјинаца, 13 Руса, [и] 2 Јевреја."
У неким случајевима совјетска литература описује полуномадски Роме као активне учеснике молдавског отпора - иако су у ствари Роми углавном били жртве Антонескуових масовних депортација. Московски театар „Ромен” организовао је представе за Црвену армију, међу којима је била ,,На обалама Дњестра“. У њој се „говори о ромској женској партизанској јединици која се борила против нациста у Придњестровљу." Фадејевљев роман из 1946. приказује Бориса Главана као Рома из Тираспоља, а његово име је погрешно написано као „Главани“; ово је исправљено за штампу из 1951. године, што сугерише да је Главан био Молдавац из Сороке. Каснија истраживања су идентификовала његово место рођења као Чариград, у коме је подигнут споменик у његову част.
Још један млади молдавски комуниста био је Анатол Коробчану, који је у Белорусији учествовао у акцијама као партизан. Од 1963. служио је као министар културе совјетске Молдавије, али је 1970. године стављен по страни због подржавања румунског национализма. У неким случајевима, партизани су били Молдавци, који су 1940. године позвани у Црвену армију, а затим обучени и враћени из ваздуха иза непријатељских линија. Визитеу се сећа да је једног таквог партизана заробио 1944. Као што је приметио историчар Георге Николајев, 70% ратних споменика у совјетској Молдавији посвећено је припадницима Црвене армије „мобилисане […] упркос томе што поседују румунско држављанство“; Бесарабијски Бугари и Гагаузи били су искључени из планва за подизање споменика. Преосталих 30% спомен обележја одаје почаст партизанима, али такође сигнализирају гробнице војника, падове авиона или Црвену армију као генерички ентитет. Николајев наводи пресуду колеге истраживача Вјачеслава Ставиле, према којој су бесарабијски регрути коришћени као „топовско месо". Ови фактори такође су допринели растућем антикомунистичком отпору, са 4.321 Молдавца који су напустили Црвену армију у априлу-августу 1944.
Румунске окупационе власти су се највише бринуле због ширења отпора кроз етничке мањинске групе, али су закључиле да су бесарабијски Украјинци углавном били равнодушни, а не отворено непријатељски расположени. Током 1943–1944. теренски агенти такође су са задовољством приметили да су просовјетске мањине попут Гагауза и Бугара биле кооперативније и да су Велику Румунију сматрали као бољу опцију. У врло раној фази рата, Антонеску је имао идеју да ће противљење румунској власти углавном долазити од стране јеврејског бољшевизма, и то је служило као оправдање за његов покушај истребљења бесарабијских Јевреја, Јевреји из саме Румуније сматрани су асимилованим и углавном поштеђени. Октобра 1941. Антонеску је јавно оправдао масовну депортацију и селективно истребљење Јевреја антипартизанском мером, напомињући да су румунске трупе ухватиле „јеврејску децу од 14 до 15 година са џеповима пуним граната". То становиште прихватили су касније неки прорумунски интелектуалци у Бесарабији, укључујући Елену Алистар. Како је тумачио Шорников, „јавна природа масакра почињених над Јеврејима сведочила је о намери освајача да застраши Молдавце, Русе, Украјинце и друге становнике Бесарабије."
Током стварног формирања партизанских јединица, КПМ је препоручио да се не регрутују Јевреји, јер су Румуни били изричито циљани као мете за егзекуцију. Међутим, ово није спречило КПМ да и даље шаље јеврејске падобранце током 1941. и 1942, због чега Шорников сугерише да странка није успела да схвати размере антисемитског насиља у Бесарабији и Придњестровљу. У потоњем региону Јевреји су се поделили између оних који су сарађивали са Антонескуовим режимом и оних који су се борили против окупације: Јуденрату формираном у Рибници супротставили су се Николај Л. Дувидзон и његово комсомолско подземље, који су такође саботирали транспорте жита из Украјине у Румунију. Бартодзи, који је основао Кишињевску партизанску команду у јануару 1944, био је трансилванијски Јевреј, рођен као Раул Велтман. Да би се инфилтрирао у бесарабијску и придњестровску администрацију, издавао се за етничког Румуна.
Према Левиту, накнадна совјетска цензура дозвољавала је само ограничено помињање Јевреја као бораца против окупатора. Историчар Владимир Солонари тврди да је ово узроковано општим неповерењем совјетског режима према Јеврејима и његовом неспремношћу да расветли антисемитизам на совјетској територији. Француски покрет отпора је 1944. комеморисао своје „бесарабијске хероје“, категорију која је укључивала Олгу Банчик. Као што је приметио историчар Михај Бурча, многи од оних који су обухваћени овом номенклатуром били су левичарски Јевреји који су одбили да се идентификују са „империјалистичком“ Великом Румунијом. У својим мемоарима Човек који путује сам, румунски прогнаник Константин Виргил Георгију сматрао је велику већину бесарабијских партизана Јеврејима и тврдио да је прикупио доказе о томе, попут њихових личних докумената. Овај извештај је покренуо полемику на Западу, посебно откако је Георгију оптужио јеврејске партизане за ратне злочине као што је паљење града Балција 1941. године.